# Brachinus aeger
Brachinus aeger är en skalbaggsart som beskrevs av Maximilien de Chaudoir. Brachinus aeger ingår i släktet Brachinus och familjen jordlöpare. Inga underarter finns listade i Catalogue of Life.